# Filiolella argentata
Filiolella argentata Petrunkevitch, 1955 è un ragno fossile appartenente alla famiglia Thomisidae.
È l'unica specie nota del genere Filiolella.

## Caratteristiche
Genere fossile risalente al Paleogene. I ragni sono costituiti da parti molli molto difficili da conservare dopo la morte; infatti i pochi resti fossili di aracnidi sono dovuti a condizioni eccezionali di seppellimento e solidificazione dei sedimenti.

## Distribuzione
La specie è stata rinvenuta in alcune ambre baltiche.

## Tassonomia
Il nome del genere è sostitutivo di Filiola Petrunkevitch, 1942, in quanto era già precedentemente adottato da Filiola Aurivillius, 1908, e, in seguito, Filiola Zolotuhin & Gurkovich, 2009, genere di farfalle della famiglia Lasiocampidae
Dal 1955 non sono stati esaminati altri esemplari, né sono state descritte sottospecie al 2015.